# Ota Weinberger
Ota Weinberger (* 20. April 1919 in Brünn; † 30. Januar 2009 in Graz) war ein tschechischer Rechtsphilosoph und Logiker. Von 1972 bis 1989 leitete Weinberger das Grazer Institut für Rechtsphilosophie.

## Leben
Weinberger, der als Logiker und Rechtstheoretiker Ansehen in der Fachwelt genoss, wurde über den akademischen Rahmen hinaus als politischer Mahner einer breiten Öffentlichkeit bekannt. Unter den politischen Verhältnissen seiner Heimat hatte er lange Zeit schwer zu leiden. Als Jude wurde er zuerst von den Nationalsozialisten verfolgt. So konnte er das Studium der Rechtswissenschaften an der Masaryk-Universität in seiner Heimatstadt zunächst nicht beenden und verbrachte vier Jahre in Konzentrationslagern. Nach dem Krieg schloss er sein Studium ab und trat in den Gerichtsdienst ein. Als Demokrat weigerte er sich, in die Kommunistische Partei der Tschechoslowakei einzutreten, und wurde daraufhin von den Machthabern unterdrückt. Trotz widrigster Umstände gelang es ihm, eine wissenschaftliche Laufbahn zu beschreiten. Zwischenzeitlich musste er als Schlosser arbeiten. Während des Prager Frühlings im Jahre 1968 weilte Weinberger in Wien beim Weltkongress für Philosophie und kehrte nicht mehr in seine Heimat zurück. Erst nach dem Zusammenbruch des Kommunismus wurde er in Tschechien rehabilitiert. Die Universität Salzburg verlieh ihm 1993 die Ehrendoktorwürde, die Brünner Masaryk-Universität 2004. Nach langer schwerer Krankheit verstarb Weinberger am 30. Januar 2009.
1994 wurde er zum Mitglied der Academia Europaea gewählt.

## Werke
- Die Sollsatzproblematik in der modernen Logik. Verlag der Tschechoslowakischen Akademie der Wissenschaften, Prag 1958.
- Rechtslogik. Springer, Wien/New York 1970; 2., umgearbeitete und wesentlich erweiterte Auflage: Duncker & Humblot, Berlin 1989.
- Studien zur Normenlogik und Rechtsinformatik. J. Schweitzer, Berlin 1974.
- Mit Johann Mokre: Rechtsphilosophie und Gesetzgebung. Springer, Wien/New York 1976.
- Logische Analyse in der Jurisprudenz. Duncker & Humblot, Berlin 1979.
- Normentheorie als Grundlage der Jurisprudenz und Ethik. Duncker & Humblot, Berlin 1981.
- Mit Neil MacCormick: Grundlagen des Institutionalistischen Rechtspositivismus. Duncker & Humblot, Berlin 1985.
- Logik, Semantik, Hermeneutik. Beck, München 1987.
- Recht, Institution und Rechtspolitik. Grundlagen der Rechtstheorie und Sozialphilosophie. Franz Steiner, Stuttgart 1987.
- Mit Werner Krawietz: Reine Rechtslehre im Spiegel ihrer Fortsetzer und Kritiker. Springer, Wien/New York 1988.
- Norm und Institution. Eine Einführung in die Theorie des Rechts. Manz, Wien 1988.
- Moral und Vernunft. Beiträge zu Ethik, Gerechtigkeitstheorie und Normenlogik. Böhlau, Wien 1992.
- Alternative Handlungstheorie. Gleichzeitig eine Auseinandersetzung mit Georg Henrik von Wrights praktischer Philosophie. Böhlau, Wien 1996.
- Aus intellektuellem Gewissen. Aufsätze von Ota Weinberger über Grundlagenprobleme der Rechtswissenschaft und Demokratietheorie. Hrsg. von M. Fischer, P. Koller, W. Krawietz. Duncker & Humblot, Berlin 2000.
- Wahrer Glaube, Agnostizismus und theologische Argumentation. Duncker & Humblot, Berlin 2004.